# Wirtschaftsdemokratie
Mit Wirtschaftsdemokratie werden verschiedene historische und zeitgenössische Gesellschaftsentwürfe bezeichnet, welche die Mitbestimmung und Beteiligung der Arbeitnehmer und ihrer Organisationen an der Ordnungs- und Prozesspolitik der Wirtschaft beziehungsweise eine demokratisch legitimierte Gestaltung und Steuerung der Wirtschaft zum Programm erheben.
Geprägt wurde der Begriff von einer im Auftrag des Allgemeinen Deutschen Gewerkschaftsbundes von Fritz Naphtali geleiteten Kommission zur Ausarbeitung eines Programms zur Demokratisierung der Wirtschaft. Das von namhaften Wissenschaftlern kollektiv erarbeitete Programm zur Wirtschaftsdemokratie wurde 1928 von den Delegierten des Hamburger Gewerkschaftskongresses verabschiedet. In ihrem Verständnis stellte es ein Übergangsprogramm zum Sozialismus dar.
Nach dem Zweiten Weltkrieg knüpfte der Deutsche Gewerkschaftsbund mit seinem Münchener Programm von 1949 an diese Konzeption an, mit der eine wirtschaftliche Neuordnung zwischen Kapitalismus und kommunistischer Planwirtschaft angestrebt wurde. Während und nach der Wirtschafts- und Finanzkrise in den Jahren 2008 und 2009 wurde wieder verstärkt über neue Konzepte zur Wirtschaftsdemokratie debattiert, insbesondere bei den Gewerkschaften IG Metall und Ver.di.

## Definitionen
Das Lexikon zur Soziologie definiert Wirtschaftsdemokratie folgendermaßen:

„(1) Bezeichnung für die Durchsetzung demokratischer Entscheidungsstrukturen und sozialistischer Wirtschaftsformen innerhalb der kapitalistischen Produktionsverhältnisse (u. a. mittels Ausbau der schon in Staatshand befindlichen Wirtschaftsbereiche, Übernahme bestimmter Betriebe und Branchen, die direkt von öffentlichem Interesse sind, in Staatshand, Etablierung überbetrieblicher Wirtschaftsplanung, weitgehende Mitbestimmung). Der Begriff entstammt der Theoriediskussion in Sozialdemokratie und Gewerkschaften in den 1920er Jahren. (2) Heute in der gesellschaftspolitischen Debatte meist gleichbedeutend mit Mitbestimmung.“

Der Gewerkschafter und Politikwissenschaftler Fritz Vilmar definiert Wirtschaftsdemokratie wie folgt:

„Wirtschaftsdemokratie ist der Inbegriff aller ökonomischen Strukturen und Verfahren, durch die an die Stelle autokratischer Entscheidungen demokratische treten, die durch die Partizipation der ökonomisch Betroffenen und/oder des demokratischen Staates legitimiert sind.“

## Theoretischer Hintergrund
Zugrunde lag der Konzeption der Wirtschaftsdemokratie Rudolf Hilferdings Theorie des organisierten Kapitalismus, der als ein gewaltfreies Durchgangsstadium zum Sozialismus verstanden wurde. Als einer der Autoren der Programmschrift hat Hilferding wahrscheinlich den ersten Abschnitt des 1. Kapitels - "Von der freien Konkurrenz zum organisierten Kapitalismus" - verfasst.

## Chronologie

### Weimarer Republik
Die Forderung nach der Demokratisierung der Wirtschaft war in den 1920er Jahren eine programmatische Forderung des Allgemeinen Deutschen Gewerkschaftsbundes (ADGB). Ihre theoretische Grundlage war die von dem Sozialdemokraten Rudolf Hilferding formulierte Theorie des organisierten Kapitalismus, eine Theorie, die sich vom orthodoxen Marxismus abwandte und die Grundlagen für den sozialdemokratischen Reformismus legte.
Das von Fritz Naphtali in Gemeinschaft mit führenden, den Gewerkschaften und der Sozialdemokratie verbundenen Wissenschaftlern (u. a. Fritz Baade, Rudolf Hilferding, Ernst Nölting, Hugo Sinzheimer) entworfene Programm war als eine Zwischenetappe auf dem Weg zum Sozialismus konzipiert worden. Wie Naphtali auf dem Hamburger Gewerkschaftskongress 1928 in seinem Referat „Die Verwirklichung der Wirtschaftsdemokratie“ erklärte, könnte man jetzt schon mit einer schrittweisen Demokratisierung der Wirtschaft beginnen, da der Kapitalismus „bevor er gebrochen wird, auch gebogen werden“ könne. Die von Naphtali in einem Buch zusammengefasste Programmschrift wurde den Delegierten des Gewerkschaftstages zur Abstimmung vorgelegt. Sie ist wie folgt gegliedert:
- I. Kapitel: Die Demokratisierung der Wirtschaft
- II. Kapitel: Die Demokratisierung der Organe staatlicher Wirtschaftspolitik
- III. Kapitel: Die Demokratisierung des Arbeitsverhältnisses
- IV. Kapitel: Die Demokratisierung des Bildungswesen. Die Durchbrechung des Bildungsmonopols
- V. Kapitel: Die Gegenwartsforderungen der Demokratisierung der Wirtschaft auf dem Wege zum Sozialismus[5]

Im umfänglichen I. Kapitel, das fast zwei Drittel des Buches ausmacht, werden die planmäßigen Formen einer „Vergesellschaftung des Kapitals“ (Kartelle, Syndikate, Trusts) und die demokratischen Selbstverwaltungsorgane der Wirtschaftsführung beschrieben sowie die nichtkapitalistischen Formen des Eigentums (öffentliche Betriebe, Konsumgenossenschaften, gewerkschaftliche Eigenbetriebe) vorgestellt. In ihnen finden die historischen Tendenzen zu einem organisierten Kapitalismus (Hilferding) ihren Ausdruck.
Im nur wenige Seiten umfassenden II. Kapitel wird die seit dem Ersten Weltkrieg veränderte Stellung der Gewerkschaften im Staat beschrieben. Ausgehend von dem sogenannten Hilfsdienstgesetz vom Dezember 1916 und der 1918 beschlossenen Zentralarbeitsgemeinschaft zwischen Gewerkschaften und Arbeitgebern wird die offizielle Anerkennung der Gewerkschaften als legitime Interessenvertreter ihrer Mitglieder durch Staat und Unternehmer hervorgehoben und ihre korporative Repräsentation in zahlreichen wirtschaftspolitischen Räten, Ausschüssen und Kammern (z. B. Reichswirtschaftsrat, Verwaltungsrat der Reichspost, Zentralausschuss der Reichsbank) als erobertes „Mitbestimmungsrecht an der Wirtschaftsgestaltung“ gedeutet.
Das III. Kapitel, vermutlich vom Arbeitsrechtler Hugo Sinzheimer geschrieben, ist in seiner Analytik für die Thematik von zentraler Bedeutung. In drei Abschnitten werden Entwicklung und Bedeutung der Demokratisierung des Arbeitsverhältnisses beschrieben. Der erste Abschnitt skizziert die Entwicklung vom Sachenrecht über das Schuldrecht zum Arbeitsrecht, das auf den Arbeiter als Verkäufer seiner Arbeitskraft jeweils zur Anwendung kam bzw. kommt. Der zweite Abschnitt behandelt die Mitbestimmung der Gewerkschaften in der Sozialpolitik, insbesondere die Mitbestimmung in den Selbstverwaltungsorganen der Sozialversicherung (Kranken-, Renten-, Knappschafts- und Arbeitslosenversicherung) und der Arbeitsvermittlung. Im dritten Abschnitt kommt die „Betriebsdemokratie“ mit den neugeschaffenen Betriebsräten zur Sprache. Ihre Aufgabe auf sozialem und wirtschaftlichem Gebiet sei die „Durchführung und Überwachung“ der Tarifnormen. Wegen ihrer nachgeordneten Stellung könnten sie auch nicht, „wie die Gewerkschaften, der Pionier einer neuen Wirtschaftsordnung werden“.
Nach den Ausführungen im IV. Kapitel über die Durchbrechung des Bildungsmonopols durch den Ausbau des öffentlichen Bildungswesens werden im V. Kapitel 12 Gegenwartsforderungen der Gewerkschaften aufgelistet:
1. die Ausgestaltung des Arbeitsrechts und des sozialen Arbeitsschutzrechts, 2. der Ausbau und die Ausgestaltung der Selbstverwaltung der Sozialversicherung, 3. eine planmäßige Lohnpolitik, 4. Sicherung und Ausbau der Rechte der Betriebsräte, 5. die paritätische Vertretung der Arbeiterschaft in allen wirtschaftspolitischen Körperschaften, 6. die Kontrolle der Monopole und Kartelle unter voller Mitwirkung der Gewerkschaften, 7. Reform der Selbstverwaltungskörper im Bergbau sowie die Zusammenfassung von Industrien zu Selbstverwaltungskörpern, 8. die Ausgestaltung der Wirtschaftsbetriebe in öffentlicher Hand, 9. die planmäßige Produktionsförderung in der Landwirtschaft, durch Förderung Genossenschaften, 10. Unterstützung der Konsumgesellschaften und ihrer Eigenproduktion, 11. Entwicklung der gewerkschaftlichen Eigenbetriebe, 12. weitere Schritte zur Durchbrechung des Bildungsmonopols.
Die überwältigende Mehrheit der Delegierten des Hamburger Kongresses stand hinter diesem Programm. Der Vorsitzende des ADGB, Theodor Leipart, hob hervor, dass die Arbeitnehmer nicht nur „gleichberechtigte Staatsbürger, sondern auch gleichberechtigte Wirtschaftsbürger“ sein sollten. Auf massive Ablehnung stießen die Programmforderungen hingegen bei den Arbeitgebern. Die Sprecher der kommunistischen Gewerkschafter, die sich in der Revolutionären Gewerkschafts-Opposition noch innerhalb des ADGB gesammelt hatten, nannten es „ein Verbrechen an der Arbeiterklasse“, „wirtschaftsdemokratische Illusionen“ zu verbreiten.

### Nachkriegsdeutschland
Nach der Gründung des Deutschen Gewerkschaftsbundes 1949 griffen die Gewerkschaften die Idee der Wirtschaftsdemokratie wieder auf (bereits während des Novemberstreiks 1948 in der Bizone wurden Forderungen zur Wirtschaftsdemokratie geäußert). Zur Begründung führten sie an: „Die Erfahrungen der Jahre 1918 bis 1933 haben gelehrt, daß die formale politische Demokratie nicht ausreicht, eine echte demokratische Gesellschaftsordnung zu verwirklichen. Die Demokratisierung des politischen Lebens muß deshalb durch die Demokratisierung der Wirtschaft ergänzt werden.“ Das DGB-Programm zur „Neuordnung der Wirtschaft“ war ein Synonym für die Demokratisierung der Wirtschaft und „stand damit in der Tradition der Diskussionen um die Wirtschaftsdemokratie in der Weimarer Zeit“. Es unterschied sich jedoch erheblich von der Konzeption der Wirtschaftsdemokratie. Die im Münchener Programm von 1949 erhobenen Grundsatzforderungen lauteten:
- I. Eine Wirtschaftspolitik, die unter Wahrung der Würde freier Menschen die volle Beschäftigung aller Arbeitswilligen, den zweckmäßigsten Einsatz aller volkswirtschaftlichen Produktivkräfte und die Deckung des volkswirtschaftlich wichtigen Bedarfs sichert.
- II. Mitbestimmung der organisierten Arbeitnehmer in allen personellen, wirtschaftlichen und sozialen Fragen der Wirtschaftsführung und Wirtschaftsgestaltung.
- III. Überführung der Schlüsselindustrien in Gemeineigentum, insbesondere des Bergbaus, der Eisen- und Stahlindustrie, der Großchemie, der Energiewirtschaft, der wichtigsten Verkehrseinrichtungen und der Kreditinstitute.
- IV. Soziale Gerechtigkeit durch angemessene Beteiligung aller Werktätigen am volkswirtschaftlichen Gesamtertrag und Gewährung eines ausreichenden Lebensunterhalts für die infolge von Alter, Invalidität oder Krankheit nicht Arbeitsfähigen.
- Eine solche wirtschaftspolitische Willensbildung und Wirtschaftsführung verlangt eine zentrale volkswirtschaftliche Planung, damit nicht private Selbstsucht über die Notwendigkeiten der Gesamtwirtschaft triumphiert.[15]

Sozialisierung der Schlüsselindustrien, Wirtschaftliche Mitbestimmung und Volkswirtschaftliche Planung galten als die drei Säulen der „Wirtschaftspolitischen Grundsätze“ des Münchner Programms. Hinter diesen Grundsätzen stand die Vorstellung einer „gemischten Wirtschaft“, einer Wirtschaftsordnung, die einen „dritten Weg“ zwischen Kapitalismus und Kommunismus anstrebte. Der wirtschaftspolitische Sprecher des DGB, Viktor Agartz, sprach von einer „neuen Wirtschaftsdemokratie“. In der damaligen Situation wurde dieses Programm als Alternative zur ordoliberalen Konzeption der Sozialen Marktwirtschaft begriffen.

### Aktuelle Debatte
Von den zentralen Programmpunkten der Wirtschaftsdemokratie (1928) und Neuordnung der Wirtschaft (1949) wurden ab ca. 2010 einige Aspekte in der Debatte um Konzepte zur Wirtschaftsdemokratie wieder aufgenommen. Die große weltweite Finanz- und Wirtschaftskrise in den Jahren 2008 und 2009 zeigte die Anfälligkeit des Finanzmarktkapitalismus. Die Regierungen zahlreicher Länder sahen sich veranlasst, aktiv in den Wirtschaftsprozess einzugreifen, und zwar mit Maßnahmen, die dem Konzept des Neoliberalismus diametral entgegengesetzt waren. So verstaatlichte beispielsweise die deutsche Bundesregierung die Bank Hypo Real Estate und erwarb 25 % der Aktienanteile der Commerzbank. Vor diesem Hintergrund begann in den Jahren ab 2010 eine erneute Debatte um Konzepte zur Wirtschaftsdemokratie, insbesondere bei den Gewerkschaften IG Metall und Verdi.
In der Diskussion wurde u. a. ein Konzept eingebracht, das drei Eckpunkte der Wirtschaftsdemokratie benannte:
- Gestaltender Staat in der Wirtschaft;
- Erweiterte Mitbestimmung und
- Kombination von öffentlichen und privaten Eigentum an Unternehmen und Banken.

Gestaltender Staat in der Wirtschaft: Anders als in neoliberalen Konzeptionen, nach denen sich der Staat aus der Sphäre der Ökonomie weitgehend zurückzuhalten habe, wird ein aktives Eingreifen des Staates in Wirtschaftsprozesse eingefordert und als notwendig angesehen. Beispiele sind:
- aktive Arbeitsmarktpolitik, um das Ziel der Vollbeschäftigung zu gewährleisten;
- aktive Konjunkturpolitik;
- Regulierung der Finanzmärkte;
- Sicherstellung sozialstaatlicher Maßnahmen für die jeweils betroffenen gesellschaftlichen Gruppen;
- Implementierung ökologischer Prinzipien innerhalb des ökonomischen Systems.

Erweiterte Mitbestimmung: In der Bundesrepublik gibt es drei Formen der Mitbestimmung: die überbetriebliche, die unternehmensbezogene und die betriebliche Mitbestimmung. Die überbetriebliche Mitbestimmung findet sich insbesondere in den Selbstverwaltungsorganen der Sozialversicherungen und Arbeitsverwaltung (z. B. Bundesagentur für Arbeit). Die Unternehmensmitbestimmung existiert in drei verschiedenen Formen: als paritätische Mitbestimmung, wie sie 1951 für den Bereich der Kohle- und Stahlindustrie festgelegt wurde, über die quasi-paritätische Mitbestimmung nach dem Mitbestimmungsgesetz von 1976 (gilt für Unternehmen über 2.000 Beschäftigte) bis zur Drittelbeteiligung (gilt für Unternehmen von 500 bis 2.000 Beschäftigte). Die dritte Ebene der Mitbestimmung, die betriebliche in Form von Betriebsräten, gilt für alle Betriebe mit mehr als 5 ständigen Beschäftigten.
Die Entwicklung der Mitbestimmung war auch Gegenstand von Regierungskommissionen. Eine erste Regierungskommission wurde 1967 einberufen, die unter Leitung Kurt Biedenkopfs in ihrem Ergebnisbericht von 1970 feststellte, dass die Montanmitbestimmung sich keineswegs negativ auf Wirtschaftlichkeit und Rentabilität der Unternehmen ausgewirkt habe. Die 2005 ins Leben gerufene Mitbestimmungskommission kam zu einem ähnlichen Ergebnis.
Der DGB-Vorsitzende Reiner Hoffmann kündigte auf dem Berliner DGB-Kongress 2014 eine „Offensive für Mitbestimmung“ an. Die Gewerkschaft Ver.di hat eine „Arbeitsgemeinschaft Wirtschaftsdemokratie“ ins Leben gerufen, die Konzepte zur Erneuerung der Wirtschaftsdemokratie diskutieren und entwickeln soll. Seit Anfang 2015 liegt ein Impulspapier vor, über das die Delegierten des Gewerkschaftskongresses diskutiert haben.
Unter erweiterter Mitbestimmung sind u. a. folgende Maßnahmen zu verstehen:
- Absenkung der Beschäftigtenschwelle für die Anwendung des Mitbestimmungsgesetzes von 1976 von 2.000 auf 1.000 Beschäftigte;
- Abschaffung des Doppelstimmrechtes des Aufsichtsratsvorsitzenden, der von der Kapitalseite gestellt wird, bei Stimmengleichheit im Aufsichtsrat;
- Verbindlicher Katalog von zustimmungspflichtigen Geschäften wie z. B. die Errichtung und Schließung von Produktionsstätten,  Investitionsprogramme usw.
- Schließung von Umgehungsmöglichkeiten für die Anwendung des Mitbestimmungsgesetzes von 1976 wie z. B. Ausnahme für Personengesellschaften und Gesellschaften mit ausländischer Rechtsform.
- Kombination von öffentlichen und privaten Eigentum an Unternehmen und Banken: Hierbei geht es um eine Stärkung und Ausweitung von öffentlichen Eigentum und Mischformen des Eigentums an Unternehmen gegenüber ausschließlich privatem Eigentum. Zum öffentlichen Eigentum zählen beispielsweise der gesamte öffentliche Dienst in Bund. Ländern und Gemeinden sowie Anstalten des öffentlichen Rechts wie z. B. Universitäten, Krankenhäuser, Sparkassen, Landesbanken, ARD und ZDF. Zu Mischformen des Eigentums zählen beispielsweise Kapitalgesellschaften mit einem Staatsanteil von 100 % wie z. B. die Deutsche Bahn und regionale Stadtwerke und Versorgungsbetriebe, aber auch Kapitalgesellschaften mit einem relevanten Staatsanteil wie z. B. die Volkswagen AG, die Salzgitter AG, die Deutsche Post und die Deutsche Telekom. Zu Mischformen des Eigentums zählen auch Stiftungsunternehmen wie Bosch und ZF, Genossenschaftsbanken, Genossenschaften sowie Firmen mit Belegschaftskapital. In diesem Zusammenhang sind auch die Konflikte um die Privatisierung bzw. Re-Kommunalisierung von öffentlichen Unternehmen zu sehen, wie Krankenhäuser und regionale Energieversorger.

Der aktuellen Debatte schloss sich zudem der deutsche Soziologe Jörn Lamla an, der zu dem Schluss kommt, dass eine wirtschaftliche Demokratie nur auf Grundlage eines demokratischen Experimentalismus erwachsen kann. Dabei bezieht sich Lamla auf die Arbeit Bruno Latours, der in seinem „Parlament der Dinge“ für einen pragmatischen Weg der Problemlösung plädiert. Latour konstatiert, dass moderne Problemlagen zu der Einberufung einer Versammlung führten, welche interdisziplinär diskutiert werden, wobei die Neuzusammensetzung des Kollektivs von zentraler Bedeutung sei. Durch jene Prozesse der Neuzusammensetzung werde ein experimenteller Lernprozess ermöglicht und könne eine effektivere Lösungsfindung sicherstellen. Diese Überlegungen werden mit denen von Claus Offe, welcher sich mit strategischen Alternativen für die Verbraucherpolitik beschäftigte verbunden, um die Verbraucher in der Reorganisation des Kollektivs einzubinden und ihnen dadurch eine wertvolle Stimme im Wirtschaftsgeschehen zu geben.

### Ursprungstext und Quellen
- Fritz Naphtali (Hrsg.): Wirtschaftsdemokratie. Ihr Wesen, Weg und Ziel. Berlin 1928. (Neudruck: Bund-Verlag, Köln 1984, ISBN 3-434-45021-1)
- ADGB (1928): Resolution des ADGB-Kongress 1928 in Hamburg über „Die Verwirklichung der Wirtschaftsdemokratie“. In: Michael Schneider (Hrsg.): Kleine Geschichte der Gewerkschaften. Ihre Entwicklung in Deutschland von den Anfängen bis heute. Dietz, Bonn 2000, S. 524–525 (Dokument 16).
- DGB (1949): Wirtschaftspolitische Grundsätze des Deutschen Gewerkschaftsbundes vom Oktober 1949. In: Michael Schneider (Hrsg.): Kleine Geschichte der Gewerkschaften. Ihre Entwicklung in Deutschland von den Anfängen bis heute. Dietz, Bonn 2000, S. 544–550 (Dokument 24).
- Wirtschaftsdemokratie. In: Salomon Schwarz: Handbuch der deutschen Gewerkschaftskongresse (Kongresse des Allgemeinen Deutschen Gewerkschaftsbundes). Verlagsgesellschaft des Allgemeinen Deutschen Gewerkschaftsbundes, Berlin 1930, S. 406–425.

### Grundlegende Literatur
- Alex Demirović: Demokratie in der Wirtschaft. Positionen – Probleme – Perspektiven. Münster 2007, ISBN 978-3-89691-656-3.
- Alex Demirović (Hrsg.): Wirtschaftsdemokratie neu denken. Münster 2018, ISBN 978-3-89691-283-1. (PDF)
- Heiner Heseler, Rudolf Hickel (Hrsg.): Wirtschaftsdemokratie gegen Wirtschaftskrise - Über die Neuordnung ökonomischer Machtverhältnisse; VSA-Verlag, Hamburg 1986, ISBN 3-87975-310-5
- Hartmut Meine, Michael Schumann, Hans-Jürgen Urban (Hrsg.): Mehr Wirtschaftsdemokratie wagen! VSA Verlag, Hamburg 2011, ISBN 978-3-89965-452-3
- Heinz-J. Bontrup, Jörg Huffschmid, Alex Demirović, Michael Schumann, Julia Müller, Joachim Bischoff: Wirtschaftsdemokratie. Alternative zum Shareholder-Kapitalismus. VSA-Verlag, Hamburg 2006, ISBN 3-89965-190-1.
- Jörn Lamla: Work and Consumption: A New Perspective for Economic Democracy. In: Klaus Dörre, Nicole Mayer-Ahuja, Dieter Sauer, Volker Wittke (Hg.): Capitalism and Labor. Towards Critical Perspectives. Campus, Frankfurt/New York 2018, ISBN 978-3-658-02584-7, S. 318–334.
- Michael R. Krätke: Gelenkte Wirtschaft und Neue Wirtschaftsdemokratie. In: Reinhard Bispinck, Thorsten Schulten, Peeter Raane (Hrsg.): Wirtschaftsdemokratie und expansive Lohnpolitik. Zur Aktualität von Viktor Agartz. VSA-Verlag, Hamburg 2008, ISBN 978-3-89965-282-6, S. 82–106.
- Walther Müller-Jentsch: Wirtschaftliche Neuordnung versus Soziale Marktwirtschaft. In: ders.: Gewerkschaften und Soziale Marktwirtschaft seit 1945. Reclam, Stuttgart 2011, ISBN 978-3-15-018897-2, S. 51–76.
- Eberhard Schmidt: Die verhinderte Neuordnung 1945–1952. Europäische Verlagsanstalt, Frankfurt am Main 1970.
- Fritz Vilmar, Karl-Otto Sandler: Wirtschaftsdemokratie und Humanisierung der Arbeit. Frankfurt 1978, ISBN 3-434-45071-8.
- Ota Sik: Humane Wirtschaftsdemokratie. Ein dritter Weg. Hamburg 1979, ISBN 3-8135-0941-9.

### Weitere Literatur
- Torsten Bewernitz: Wirtschaft und Demokratie gemeinsam denken. In: Direkte Aktion. Nr. 210, März/April 2012, S. 12–13.
- Reinhard Bispinck, Thorsten Schulten, Peeter Raane (Hrsg.): Wirtschaftsdemokratie und expansive Lohnpolitik. Zur Aktualität von Viktor Agartz. VSA-Verlag, Hamburg 2008, ISBN 978-3-89965-282-6.
- Heinz-J. Bontrup: Arbeit, Kapital und Staat. Plädoyer für eine demokratische Wirtschaft. 6. Auflage. Köln 2021, ISBN 978-3-89438-326-8.
- Michael Brie: Das ungelöste Jahrhundertproblem: die Demokratisierung der Wirtschaft. In: JahrBuch für Forschungen zur Geschichte der Arbeiterbewegung. Heft I/2015.
- Alex Demirović: Wirtschaftsdemokratie, Rätedemokratie und freie Kooperationen. In: Widerspruch. Nr. 55/2008.
- Isabelle Ferreras: Firms as Political Entities – Saving Democracy through Economic Bicameralism. Cambridge University Press, New York, November 2017, ISBN 978-1-108-41594-1.
- Ralf Hoffrogge: Vom Sozialismus zur Wirtschaftsdemokratie. Ein kurzer Abriss über Ideen ökonomischer Demokratie in der deutschen Arbeiterbewegung. In: Marcel Bois, Bernd Hüttner (Hrsg.): Geschichte einer pluralen Linken. Band 3. Berlin 2011.
- Christian Koller: »Auf einem Schiffe regiert der Kapitän und kein Matrosenrat« – Die Mitbestimmungsdebatte nach dem Schweizer Landesstreik, in: Schweizerische Zeitschrift für Geschichte 69/1 (2019).
- Werner Milert, Rudolf Tschirbs: Die andere Demokratie. Betriebliche Interessenvertretung in Deutschland, 1848–2008. Klartext, Essen 2012, ISBN 978-3-8375-0742-3.
- Egbert Scheunemann: Ökologisch-humane Wirtschaftsdemokratie. Modell einer humanen Wirtschaftsdemokratie. Lit, Münster/ Hamburg/ London 1990, ISBN 3-88660-721-6.
- Christopher Schmidt: Gewerkschaften und die Gemeinwirtschaft. Agartz' Konzeption von Wirtschaftsdemokratie. In: Christopher Schmidt: Vergesellschaftung, Sozialisierung, Gemeinwirtschaft. Transformationspfade in eine andere Gesellschaft. Verlag Westfälisches Dampfboot, Münster 2023, ISBN 978-3-896910882, S. 84–89.
- Wolfgang Schroeder, Simon Vaut: Wirtschaft und Demokratie – Demokratiereport 2011. (PDF; 677 kB)
- Wirtschaftsdemokratie – wieder aktuell. Beiträge von Ulla Plener, Julia Müller und Heinz-J. Bontrup (Pankower Vorträge 89) Helle Panke, Berlin 2006.
- Hans Willi Weinzen: Gewerkschaften und Sozialismus. Naphtalis Wirtschaftsdemokratie und Agartz' Wirtschaftsneuordnung. Campus, Frankfurt am Main 1982, ISBN 3-593-33052-0.
- Axel Weipert (Hrsg.): Demokratisierung von Wirtschaft und Staat – Studien zum Verhältnis von Ökonomie, Staat und Demokratie vom 19. Jahrhundert bis heute. NoRa Verlag, Berlin 2014, ISBN 978-3-86557-331-5.